# Кампофранко
Кампофра̀нко (на италиански: Campofranco, на сицилиански Campufrancu, Кампуфранку) е малко градче и община в Южна Италия, провинция Калтанисета, автономен регион и остров Сицилия. Разположено е на 350 m надморска височина. Населението на общината е 3196 души (към 2012 г.).